# Karel Novotný (fotbalista)
Karel Novotný (* 28. března 1974) je bývalý český fotbalový brankář.

## Fotbalová kariéra
V české lize hrál za SK Hradec Králové. Nastoupil ve 21 ligových utkáních. V nižších soutěžích hrál i za FC LeRK Brno.

## Ligová bilance
| Ročník                                 | Zápasy | Góly | Klub              |
| -------------------------------------- | ------ | ---- | ----------------- |
| Moravskoslezská fotbalová liga 1992/93 | -      | 0    | FC LeRK Brno      |
| Gambrinus liga 1998/99                 | 1      | 0    | SK Hradec Králové |
| Gambrinus liga 1999/00                 | 14     | 0    | SK Hradec Králové |
| 2. česká fotbalová liga 2000/01        | 9      | 0    | SK Hradec Králové |
| Gambrinus liga 2001/02                 | 6      | 0    | SK Hradec Králové |
| CELKEM 1. liga                         | 21     | 0    |                   |